# Jacoona anasuja
Jacoona anasuja är en fjärilsart som beskrevs av Felder 1865. Jacoona anasuja ingår i släktet Jacoona och familjen juvelvingar. Inga underarter finns listade i Catalogue of Life.

## Bildgalleri

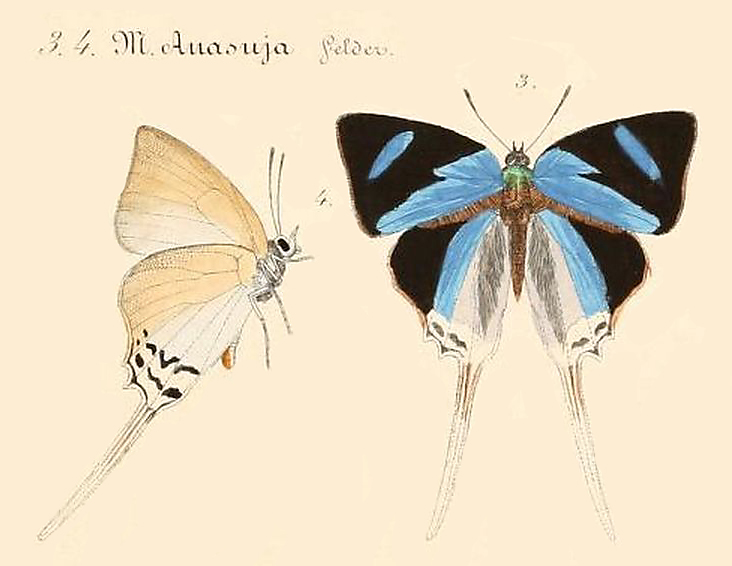
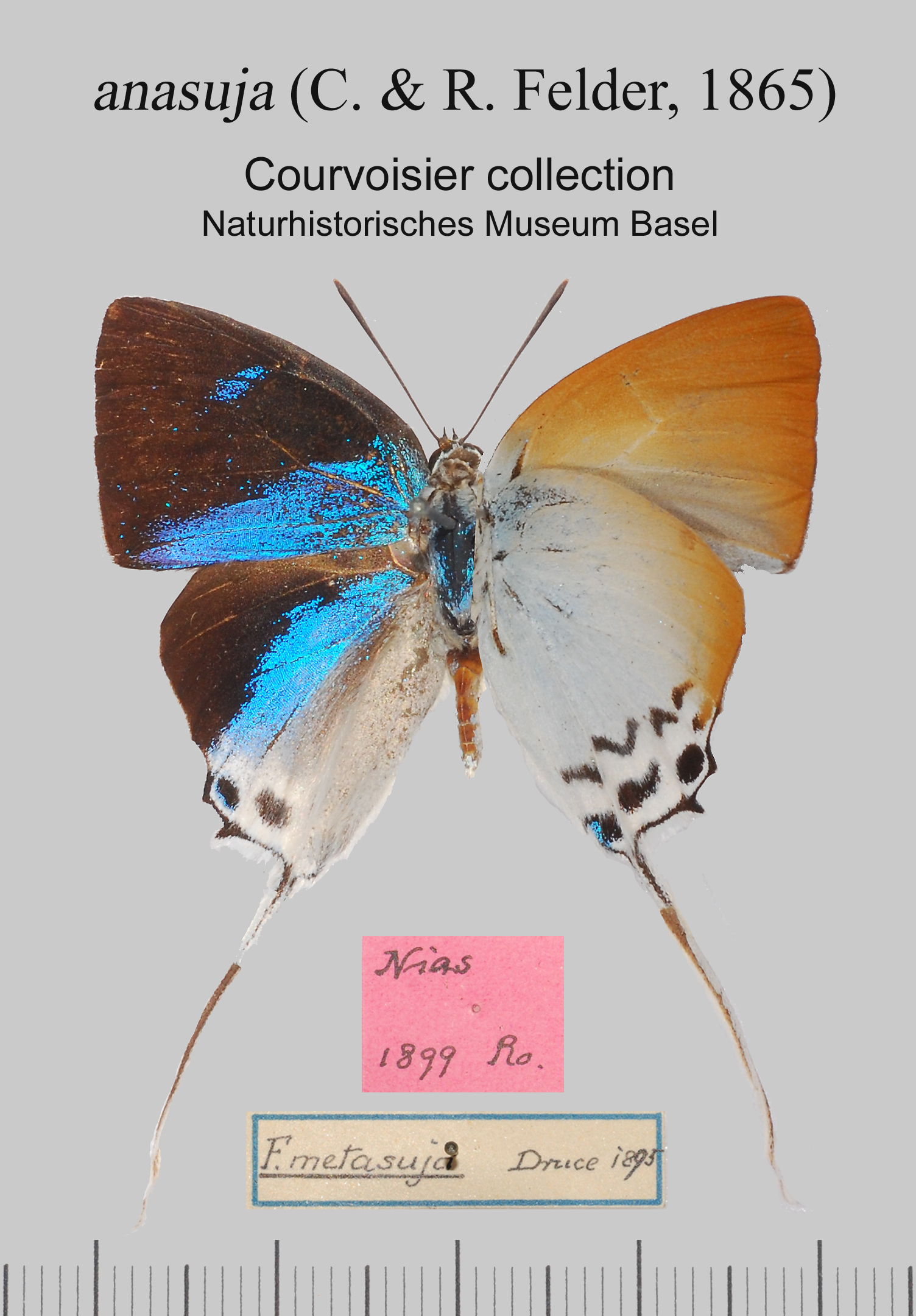
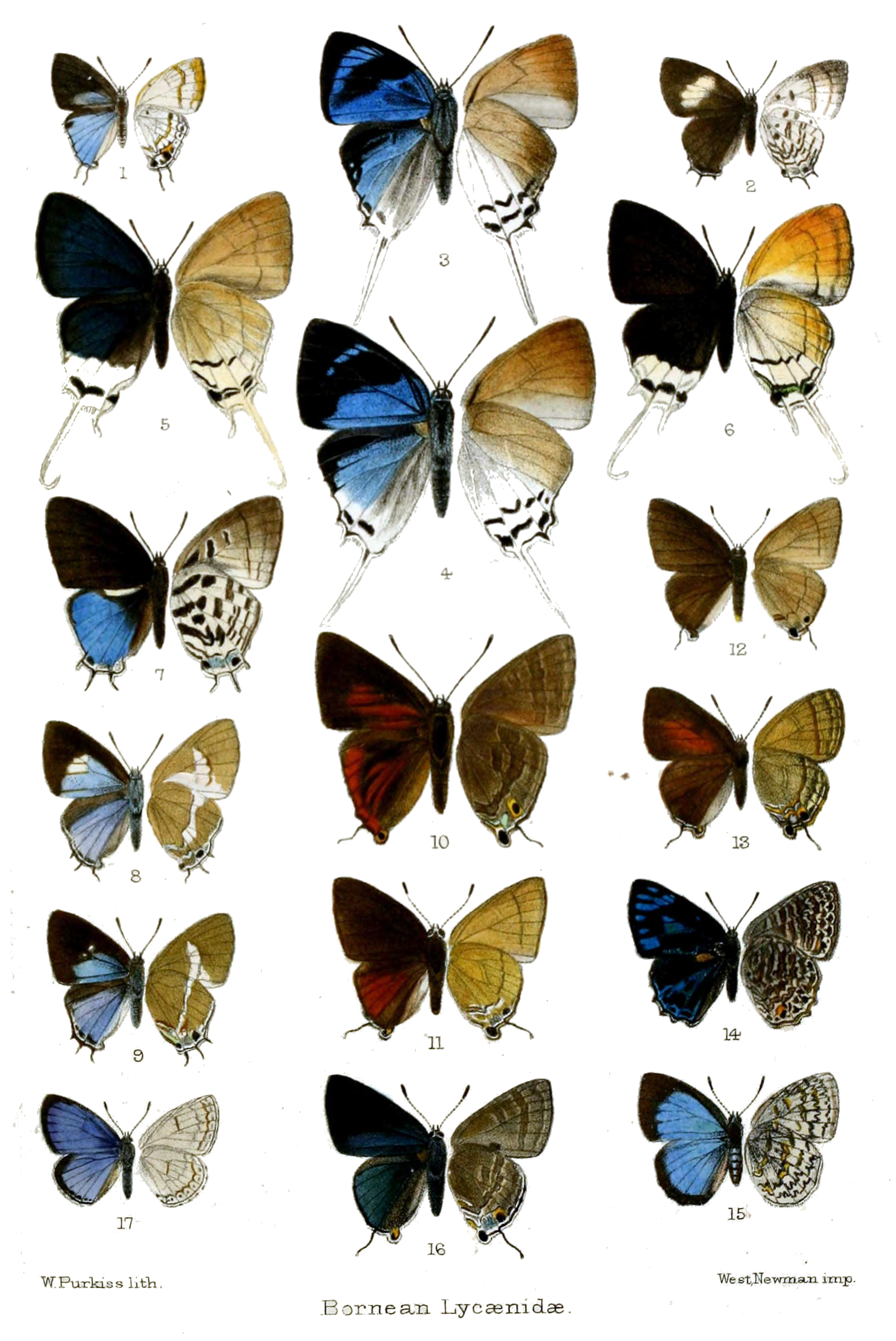
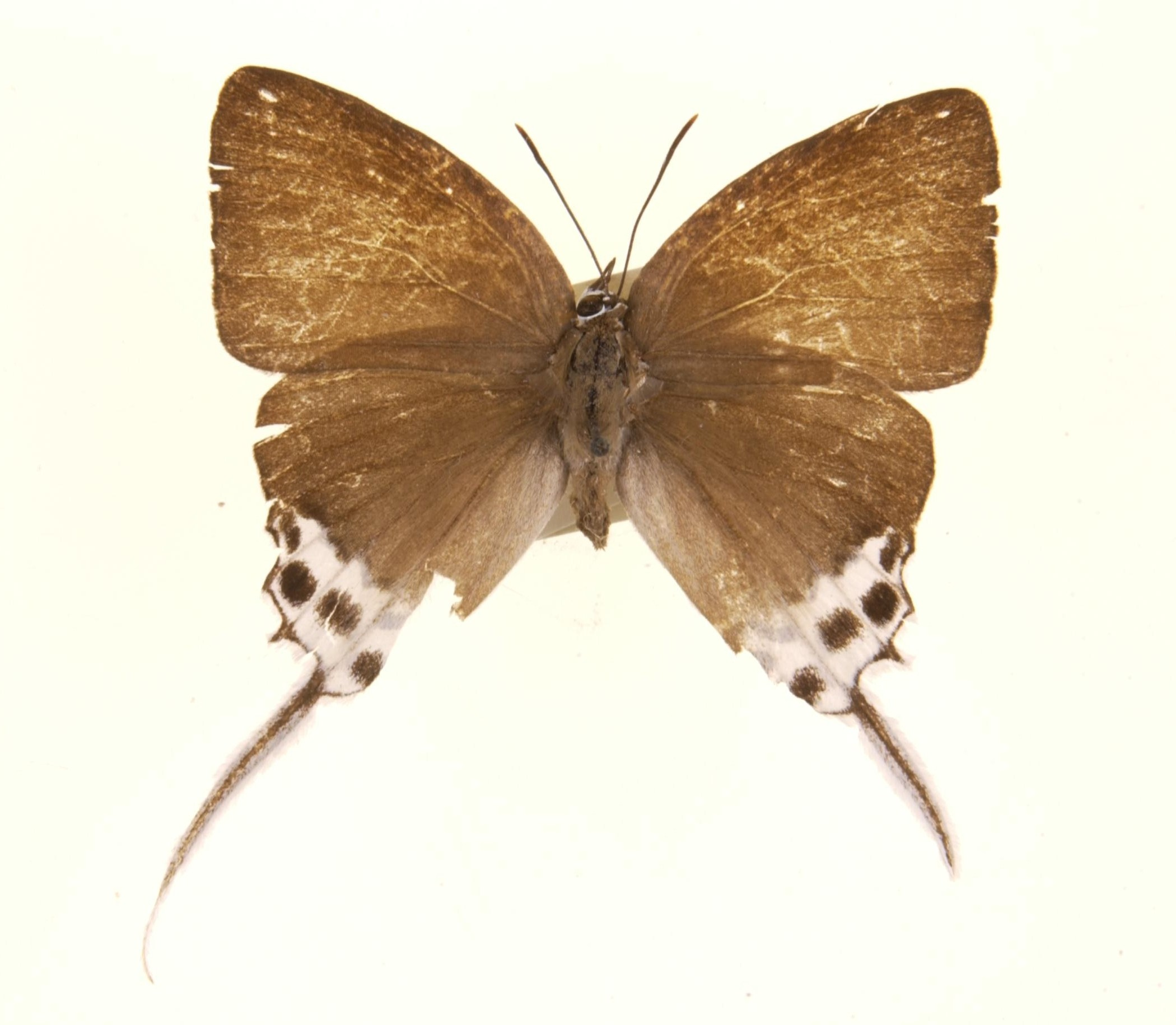
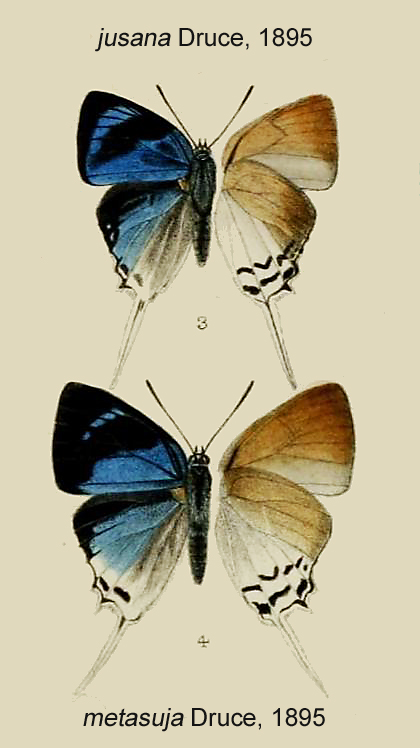
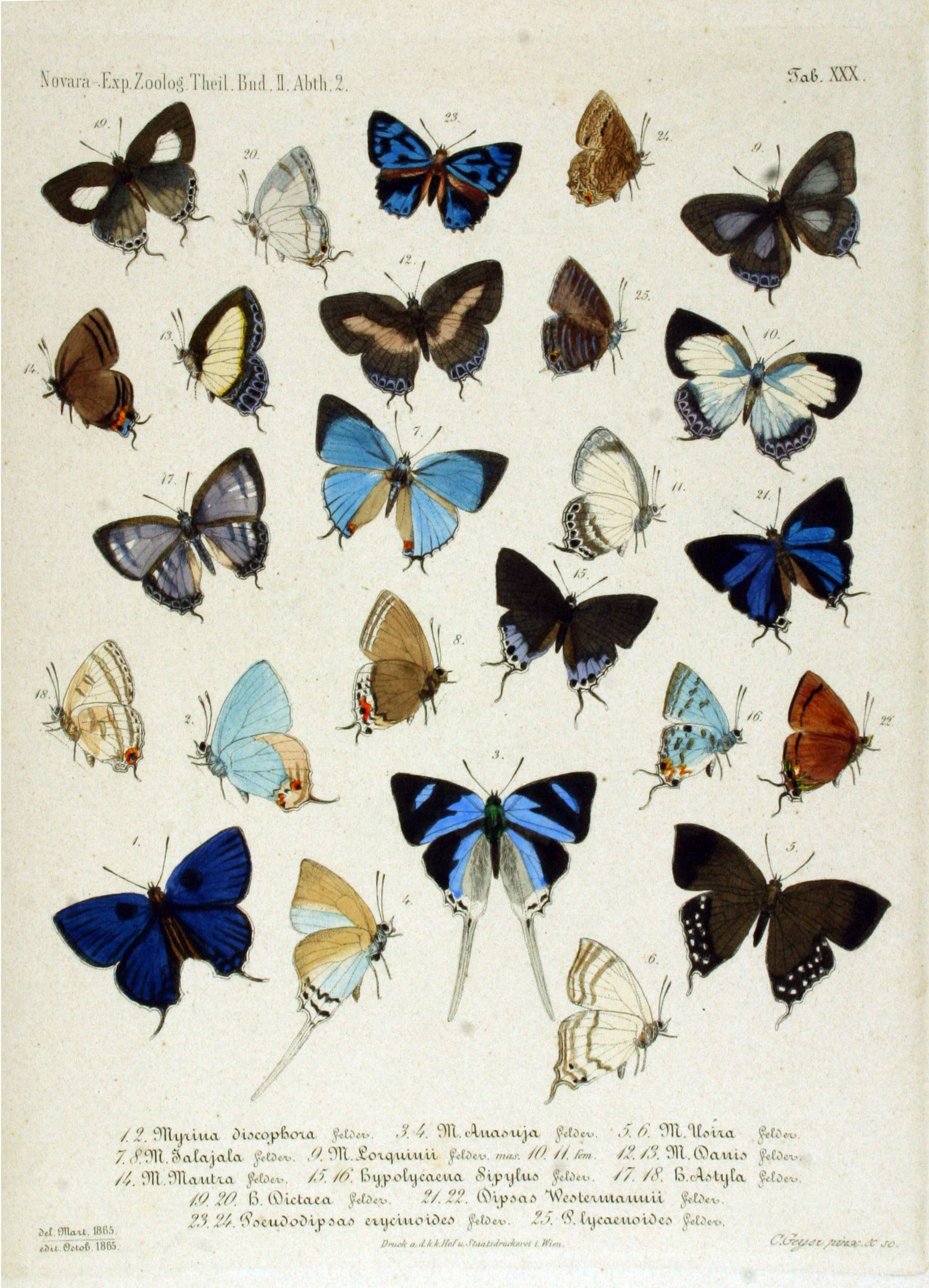